# Papilomatóza ptáků
Papilomatóza ptáků je onemocnění charakterizované tvorbou četných a nezhoubných nádorů (papilomů) na kůži a sliznicích. Papilomy se mohou vyskytovat na kůži neopeřených krajin těla (krk, prsty, běháky, křídla, oční víčka, komisura zobáku, nozdry, uropygeální žláza) i na sliznicích trávicího traktu (zejména kloaka, ale také dutina zobáku, jazyk, štěrbiny choan, hltan, hrtan, jícen, vole, žláznatý žaludek, svalnatý žaludek). V kloace se papilomy vyskytují nejčastěji na přechodu sliznice a kůže. Postiženo může být mnoho druhů ptáků – domácí drůbež, exotičtí ptáci, v zajetí i v přírodě volně žijící ptáci. Z Psittaciformes jsou to často andulky, papoušek šedý, amazoňani (zejména amazoňan vějířový), korely, arové (ara zelenokřídlý), aratingové, Pionus spp., amazónek zlatokřídlý a řada dalších.

## Příčina nemoci (etiologie)
Většina epizootologických studií potvrzuje infekční (virový) charakter onemocnění; za původce je považován ptačí papilomavirus (čeleď Papovaviridae). Poprvé byl prokázán u pěnkavovitých ptáků (Fringilidae), u kterých se nacházely na kůži běháků bradavicím podobné změny. Izolovaný virus byl antigenně podobný některým lidským papilomavirům. Podobně u papouška šedého liberijského byl papilomavirus prokázán elektronmikroskopicky a imunohistochemicky v proliferativních změnách na kůži hlavy a očních víček. Oproti tomu z papiloma-like změn (papilomům podobné změny) v gastrointestinálním traktu (GIT) u papoušků se ale doposud nepodařilo izolovat žádný virus ani ho prokázat elektronmikroskoicky, Southern hybridizací ani imunohistochemickými technikami. Také pokusy o experimentální indukci změn u amazoňanů, arů a kakaduů byly neúspěšné. U aratingů a kakaduů byly sice prokázány herpes-like (herpesvirům podobné) virusy; jejich etiologický význam ale není znám. Za možnou příčinu kloakálních papilomů je také považováno chronické dráždění sliznice kloaky nebo hypovitaminóza A.
Papilomy mohou podléhat maligní transformaci, např. u amazoňanů s papilomatózními změnami bývá pozorován častější výskyt karcinomů pankreatu nebo žlučovodů. K přenosu pravděpodobně dochází úzkým kontaktem mezi ptáky.

## Projevy nemoci (symptomatologie)
Inkubační doba není známa.

### Klinika
Klinické příznaky souvisejí s anatomickou lokalizací papilomů. Většina infikovaných ptáků nevykazuje žádné klinické změny, u některých naopak dochází mechanickým vlivem střevních papilomů k narušení fyziologických aktivit. Mohou se vyskytovat poruchy vidění, potíže s uchopováním potravy, hřadováním, dýchací potíže apod. Při postižení dutiny zobáku nebo volete se pozoruje regurgitace (zpětný pohyb polknuté potravy z volete či jícnu do dutiny zobáku), dysfagie (porucha polykání) i sípání. Kloakální papilomy mohou způsobovat nebo napodobovat rekurentní (opakovaný) výhřez kloaky, zvyšovat tonus stěny břišní, vyvolávat opakované nucení na kálení. Výkaly mohou být řídké, zapáchající, případně s krví, a znečišťovat peří kolem kloaky. V chronických případech se může vyskytovat melena (krev ve výkalech). Ptáci s kloakálními papilomy se mohou normálně rozmnožovat, zatímco jiní nejsou schopni kopulace. 

### Patologie
Kožní papilomy mají vzhled pomalu rostoucích, suchých a bradavicím podobných lézí. Těžké změny kůže mohou způsobovat až ztrátu prstů nebo běháku. Papilomatozní změny v GIT mají vzhled různě velkých, sesilních (přisedlý, bez stopky) nebo polypózních útvarů. Stopkaté léze bývají růžové nebo bílé barvy a snadno krvácejí po poranění; změny v dutině tělní mohou být při pitvě snadno přehlédnuty. Kloakální papilomy jsou růžové až červené barvy a mají charakter proliferující až ulcerující (zvředovatělé) masy, připomínající granulační tkáň.
Mikroskopicky se pozoruje proliferace vrstevnatého dlaždicového epitelu s fibrovaskulárním stromatem. Epiteliální buňky mohou obsahovat bazofilní intracytoplazmatická mucinová granula. V bazálních buňkách nebo v horních vrstvách hyperplastického epitelu se mohou nacházet četné mitotické figury.

## Diagnostika
Diagnostika je založena na klinickém a patologickém vyšetření, přičemž mikroskopické vyšetření potvrzuje konečnou diagnózu. Endoskopie napomáhá identifikaci i získávání bioptátů z jícnu, proventrikulu i kloaky. K suspektní identifikaci kloakálních papilomů se také používá potření 5 % kyselinou octovou, která mění růžovou barvu tkáně papilomů na bílou. 
Diferenciální diagnostika. Změny na kůži mohou být také způsobeny poxviry. Nelze opomenout i bradavicím podobné změny, které byly pozorovány u aratingů a kakaduů, u kterých se předpokládá herpesvirová etiologií. Chronické dráždění sliznice kloaky s následnou hypertrofií nebo hyperplazií epiteliálních buněk může způsobovat změny morfologicky připomínající papilomy.

## Léčba a prevence
U kloakálních papilomů se doporučuje fyzikální odstranění pomocí laseru, kryoterapie, radiokauterem nebo chirurgickou excizí. Nejjednodušší a nejbezpečnější způsob pro odstranění kloakálních papilomů je poleptání nitrátem stříbra a pečlivé opláchnutí tekutinou. Ošetření se opakuje denně, dokud změny nezmizí. Tyto procedury se mohou provádět samostatně nebo v kombinaci s autogenními vakcínami, i když tyto nejsou považovány za účinné. Sekundární bakteriální infekce se ošetřují antibiotiky, jinak jen podpůrná léčba. Žádný z navrhovaných způsobů ošetření však nevede k trvalému odstranění a papilomy se často vracejí. Byly také popsány spontánní regrese papilomů.
Při ošetření kloakálních papilomů se musí dávat pozor, aby nedošlo k odstranění nebo poškození nadměrně velkého množství tkáně, které by mohlo způsobit zjizvovatění a zhoršení průchodnosti kloaky, neschopnost udržet výkaly, reprodukční problémy nebo blokádu urodea či proktodea.
Preventivně se doporučují stejná opatření jako při jiných infekčních chorobách. Protože se předpokládá přenos při vzájemném kontaktu ptáků, při čištění a kopulaci, je vhodné nemocné ptáky izolovat od ostatních, nepoužívat k chovu a nově nakoupené ptáky karanténovat.